# 静岡県道31号焼津榛原線
静岡県道31号焼津榛原線（しずおかけんどう31ごう やいづはいばらせん）は、静岡県焼津市から榛原郡吉田町に至る県道（主要地方道）である。

## 概要

### 路線データ
- 陸上距離：18.1 km
- 起点：焼津市栄町（JR東海焼津駅南口）
- 終点：榛原郡吉田町住吉（国道150号交点）

## 歴史
- 1993年（平成5年）5月11日 - 建設省から、県道焼津榛原線が焼津榛原線として主要地方道に指定される[1]。

## 路線状況
駅前通り（焼津駅）は南行きの一方通行であり、焼津市役所の東側は北行きの一方通行である。

### バイパス道路
2014年（平成26年）3月現在、焼津市三和から牧之原市細江にかけて国道150号のバイパス道路が建設中である。
起点付近は志太榛南バイパス、終点付近は志太榛南IIバイパスとして事業化されているが、太平橋を含む中間部分は焼津榛原線のバイパス道路として建設・整備が進められており、大井川右岸は2014年（平成26年）3月28日に開通した。
志太榛南バイパスと大井川港の間は都市計画道路 志太東幹線として整備建設中であり、焼津榛原線のバイパス道路となる予定。

### 重複区間
- 国道150号（焼津市下小杉）

### 道路施設

#### 橋梁
- 太平橋（全長964 m[4]：大井川、焼津市 - 榛原郡吉田町）

大井川最下流の橋で、焼津市飯淵 - 吉田町川尻の間をつなぐ。対面通行。1958年（昭和33年）に木造橋として完成、1988年（昭和63年）に現在のコンクリート橋が完成。

## 地理

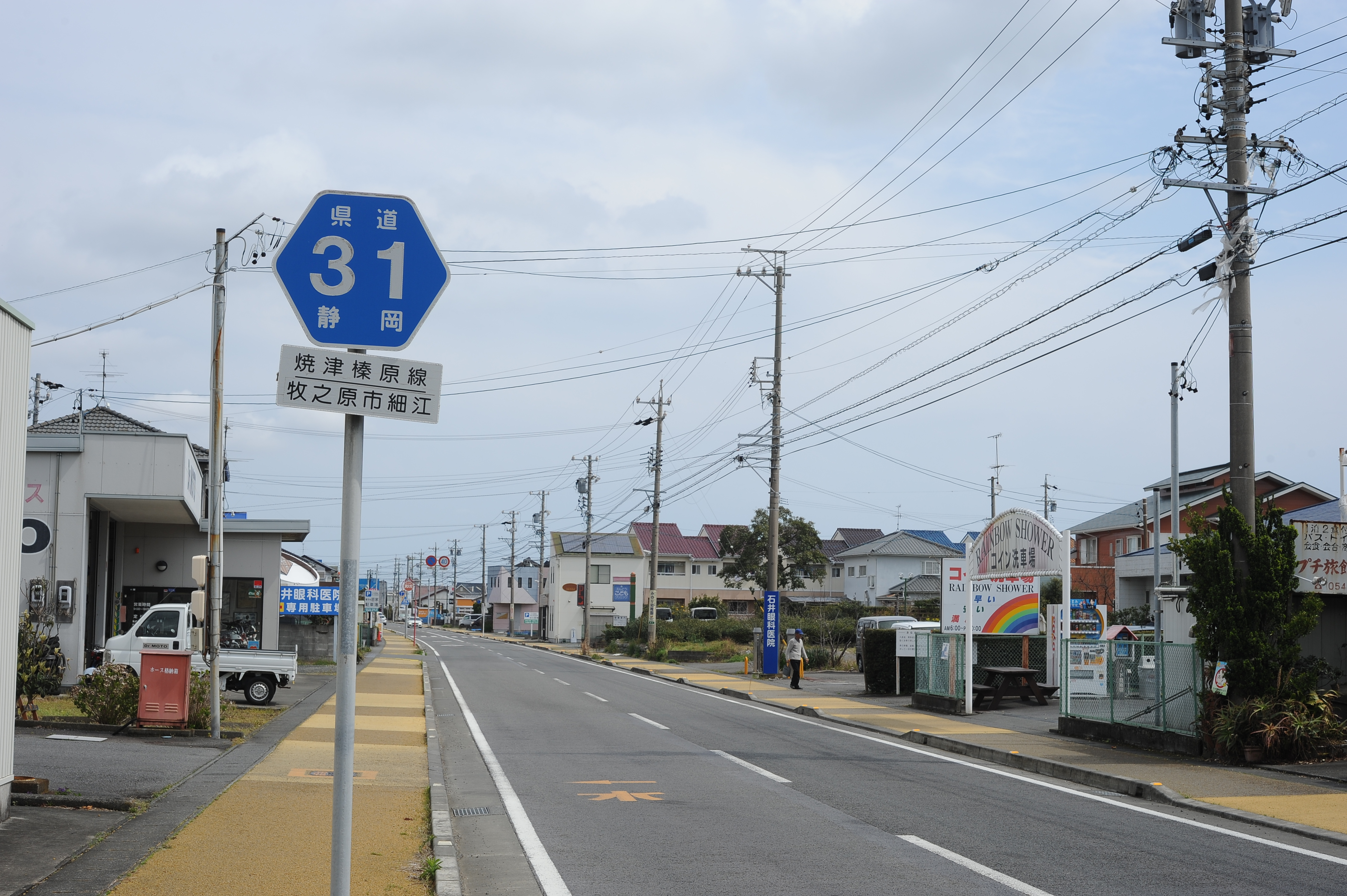
牧之原市細江

### 通過する自治体
- 焼津市
- 榛原郡吉田町
- 牧之原市（旧道）

### 交差する道路
- 静岡県道416号静岡焼津線（焼津市本町・本町2丁目交差点）
- 静岡県道222号上青島焼津線（焼津市城之腰）
- 静岡県道355号焼津大井川線（焼津市石津）
- 静岡県道416号静岡焼津線（焼津市下小田）
- 静岡県道226号高洲和田線（焼津市田尻・田尻交差点）
- 国道150号（焼津市下小杉）
- 国道150号（焼津市下小杉）
- 静岡県道227号島田大井川線（焼津市吉永・吉永中交差点）
- 静岡県道342号河原大井川港線（焼津市飯淵）
- （静岡県道31号焼津榛原線 旧道）（榛原郡吉田町川尻、現道とは歩道だけ接続）
- 静岡県道229号吉田港線（榛原郡吉田町住吉）
- 国道150号（榛原郡吉田町住吉、終点）

旧道（別線）
- （静岡県道31号焼津榛原線）（榛原郡吉田町川尻、現道とは歩道だけ接続）
- 静岡県道229号吉田港線・静岡県道230号住吉金谷線（榛原郡吉田町片岡・日の出町交差点）
- 国道150号（牧之原市細江・寄子橋入口交差点）

### 沿線
- JR東海東海道本線 焼津駅
- 焼津市役所
- 焼津漁協魚市場
- 焼津市立和田小学校
- 焼津市立和田中学校
- 航空自衛隊静浜基地
- 大井川港
- 吉田町立住吉小学校